# Scuole normali superiori
Le scuole normali superiori (écoles normales supérieures, ENS) sono istituti di insegnamento universitario francese.
Esistono quattro scuole normali superiori in Francia:
- la Scuola normale superiore a Parigi (che ha sede a Rue d'Ulm, e che storicamente fu la prima, fondata nel 1794);
- la Scuola normale superiore di Lyon (1880);
- la Scuola normale superiore di Paris-Saclay (1892);
- la Scuola normale superiore di Rennes (2013).

Le ENS si trovano sotto la tutela del Ministero dell'insegnamento superiore e della ricerca (Ministère de l'Enseignement supérieur et de la Recherche).

## Missione ed obiettivi
La missione originaria delle ENS era la formazione dei docenti. Tuttavia, alla vocazione primaria all'insegnamento si è progressivamente accompagnata una crescente propensione alla ricerca scientifica.
In media, si stima che un terzo dei normalisti si orienta verso la ricerca fondamentale o applicata, un altro terzo verso l'insegnamento secondario o in classi preparatorie, e l'altro terzo verso le alte amministrazioni dello Stato o del settore privato.

## Selezione
L'accesso alle ENS è effettuato su concorso. La maggioranza degli studenti selezionati ha seguito le classes prépas (classi preparatorie). Il percorso di studi nelle ENS dura quattro anni. Spesso, il terzo anno è dedicato alla preparazione dell'agrégation, il concorso che permette di insegnare negli istituti superiori. Ogni ENS ammette ogni anno circa 100 studenti in scienze, e altrettanti agli studi umanistici.
Gli studenti delle ENS sono considerati funzionari dello Stato e, come tali, ricevono un salario mensile per 4 anni. In cambio devono impegnarsi a servire gli interessi dalla Francia per 6 anni, benché questa clausola di esclusività sia revocabile a fronte di un riscatto economico.

## Altre écoles normales supérieures
Parecchi altri paesi che hanno relazioni privilegiate con la Francia possiedono scuole normali superiori: per esempio, la Scuola normale superiore di Pisa in Italia, o quella di Tunisi, in Tunisia.
| Controllo di autorità | GND (DE) 4151014-8 · BNF (FR) cb17013717q (data) |